# Stroud
Stroud är en ort och civil parish i Stroud distrikt i Storbritannien. Den är belägen i grevskapet Gloucestershire och riksdelen England, i den södra delen av landet, 150 km väster om huvudstaden London. Stroud ligger 83 meter över havet och antalet invånare är 30 600.
Terrängen runt Stroud är platt åt sydost, men åt nordväst är den kuperad. Runt Stroud är det ganska tätbefolkat, med 222 invånare per kvadratkilometer. Närmaste större samhälle är Gloucester, 13,2 km norr om Stroud. Omgivningarna runt Stroud är en mosaik av jordbruksmark och naturlig växtlighet.
Klimatet i området är tempererat. Årsmedeltemperaturen i trakten är 8 °C. Den varmaste månaden är juli, då medeltemperaturen är 18 °C, och den kallaste är december, med 0 °C.